# Màxim de Tolosa
Màxim fou un oficial palatí i suposat bisbe de Tolosa a la segona meitat del segle v. Vivia prop de Tolosa vers 464-469.
Sidoni Apol·linar, després d'un viatge a Bordeus, va anar a Tolosa i va aprofitar per visitar a un creditor i amic que vivia en una vila rústica propera a la ciutat, de nom Màxim. Aquest creditor era persona d'alt rang havent exercit algun càrrec destacat a l'imperi. Quan va arribar a casa seva Sidoni va quedar sorprès en veure'l canviat completament, amb maneres senzilles i ple de modèstia en totes les seves accions; les seves paraules eren edificants; portava el cabell curt i s'estava deixant la barba, i era frugal a la taula i pobre en el mobiliari. El sant de Clarmont d'Alvèrnia va quedar agradablement sorprès i content i va renovar l'amistat amb el seu vell amic.
Aquest Màxim fou elevat pel poble i el clergat, contra la seva voluntat, a sacerdot, i potser a bisbe d'una ciutat no esmentada però que seria la ciutat de Tolosa; en tot cas no se sap quan exactament; podria ser abans de la persecució d'Euric, ja que aquest durant la persecució va ordenar que cap seu vacant fos coberta, però posteriorment aquesta prohibició fou revocada i se sap que Euric va alliberar de la presó a Sidoni Apol·linar, i el va deixar retornar del seu exili i assolir altre cop la seva seu.
El suposen bisbe Cesare Baronio, Claude Robert, Jean Savaron i Lenain de Tillemont; la tesi és defensada per Guillaume de Catel i acceptada pels germans Sainte-Marthe, Simon de Peyronet, Claude Devic & Joseph Vaissete, Alexandre Du Mège, G. Cayre, Émile Mabille i Clément Tournier, però rebutjada pels autors de la tercera Gallia Christiana, per Adrien Salvan i Louis Duchesne 